# Саут-Веллі (Нью-Мексико)
Саут-Веллі (англ. South Valley) — переписна місцевість (CDP) в США, в окрузі Берналільйо штату Нью-Мексико. Населення — 38 338 осіб (2020).

## Географія
Саут-Веллі розташований за координатами 35°0′26″ пн. ш. 106°41′2″ зх. д. / 35.00722° пн. ш. 106.68389° зх. д. (35.007244, -106.683767).  За даними Бюро перепису населення США в 2010 році переписна місцевість мала площу 77,89 км², з яких 74,60 км² — суходіл та 3,29 км² — водойми.

## Демографія
Згідно з переписом 2010 року, у переписній місцевості мешкало 40 976 осіб у 13 802 домогосподарствах у складі 10 087 родин. Густота населення становила 526 осіб/км².  Було 14784 помешкання (190/км²).
Расовий склад населення:
| - 59,5 % — білих - 2,2 % — корінних американців - 1,2 % — чорних або афроамериканців - 0,4 % — азіатів - 32,7 % — осіб інших рас |

До двох чи більше рас належало 4,0 %. Частка іспаномовних становила 80,2 % від усіх жителів.
За віковим діапазоном населення розподілялося таким чином: 26,8 % — особи молодші 18 років, 60,9 % — особи у віці 18—64 років, 12,3 % — особи у віці 65 років та старші. Медіана віку мешканця становила 35,5 року. На 100 осіб жіночої статі у переписній місцевості припадало 98,8 чоловіків;  на 100 жінок у віці від 18 років та старших — 97,7 чоловіків також старших 18 років.
Середній дохід на одне домашнє господарство  становив 47 790 доларів США (медіана — 34 357), а середній дохід на одну сім'ю — 51 973 долари (медіана — 38 226). Медіана доходів становила 31 528 доларів для чоловіків та 30 654 долари для жінок. За межею бідності перебувало 29,4 % осіб, у тому числі 44,3 % дітей у віці до 18 років та 17,1 % осіб у віці 65 років та старших.
Цивільне працевлаштоване населення становило 16 344 особи. Основні галузі зайнятості: освіта, охорона здоров'я та соціальна допомога — 22,3 %, будівництво — 13,2 %, мистецтво, розваги та відпочинок — 11,9 %, роздрібна торгівля — 11,4 %.